# Riviera : La Terre Promise
Riviera : La Terre Promise ou Riviera: The Promised Land (約束の地リヴィエラ, Riviera: Yakusoku No Chi Riviera) est un jeu vidéo de rôle sorti à l'origine sur la console WonderSwan en 2002 avant d'être porté sur Game Boy Advance en 2005 puis sur PlayStation Portable en 2006.
Le jeu combine des éléments classiques de jeux vidéo de rôle (croissance des personnages, collecte d'objets et d'armes, donjons), de jeux d'aventures (puzzles et énigmes, en large majorité sous forme de mini-jeux) et de jeux de dragues (à part Ein le personnage principal, masculin, l'équipe n'est composé que de filles et en fonction des choix du joueur lors des dialogues, Ein finira le jeu avec l'une d'entre elles ou avec aucune).

## Prologue
Il y a de ça 1000 ans, le Ragnarok conclut la grande guerre entre les dieux d'Asgard et les démons d'Utgard par la disparition des premiers et la défaite de ces derniers, vaincus par les anges que les dieux avaient créés comme arme… Pour seul souvenir de leurs existences, ils envoyèrent leurs derniers pouvoirs protéger l'île de Riviera…
Les signes prédisant la renaissance des démons se multiplient, obligeant les sept mages, représentants des Dieux, à créer de nouveaux anges et à les envoyer sur Riviera activer le processus qui conduira à leur anéantissement, mais qui menace aussi l'existence de Riviera.

## Personnages
- Ein « The Wingless Angel »

Ein, le personnage principal du jeu, est un Grim Angel, un ange aux ailes noires, gardien et soldat d'Asgard, la patrie des dieux. Cependant, pour obtenir Einherjar, son Diviner (arme magique exigeant cependant un sacrifice pour être obtenue), il perdit ses ailes. Envoyé avec Ledah accomplir la Rétribution, rituel visant à empêcher la transformation du monde de Riviera en Utgard, la patrie des démons, mais entraînant la destruction de Riviera, il finira par tenter de stopper cela après avoir découvert Riviera et ses habitants.
Ein est un sympathique jeune homme, parfois un peu perdu dans ses pensées mais prêt à tout pour ses amis. Il maîtrise à la perfection les épées et l'attaque physique.
- Ledah « The Solitary Angel »

Ledah est le compagnon d'Ein pour l'activation de la Rétribution. Mais là où Ein changera d'avis, lui continuera à poursuivre son devoir, ce qui les amènera à se combattre dans le sanctuaire d'Yggdrasil. Pour obtenir Lorelei, son Diviner, il sacrifia ses émotions…
Ledah est jouable uniquement durant la première partie du jeu. Il maîtrise seulement Lorelei, mais est d'une puissance incroyable, et se régénère à chaque tour. Son élément est le Feu.
- Fia « The Kind Fencer »

Fia est, avec Lina, la première personne qu'Ein rencontrera en Riviera. D'un caractère timide, très douce, elle se spécialise dans la magie curative et les attaques à la rapière, et son élément est la Lumière.
- Lina « The Spunky Archer »

Au contraire de Fia, Lina est une petite fille exubérante, pleine de joie de vivre. Ses passions sont les jeux, manger des fruits et les chauves-souris. Cependant, elle est aussi une archère hors pair, dont l'élément de prédilection est la Foudre.
- Serene « Last of the Arcs »

Serene est la dernière des Arcs, une ancienne race de Riviera dont elle tire ses ailes de chauve-souris. À la fois complexée par l'extermination de son peuple et railleuse comme personne, son arme préférée est une grande faux, et son élément la Glace.
- Cierra « The Crimson Witch »

Cierra est la plus âgée du groupe. Malgré sa maladresse, elle est un peu comme une grande sœur pour l'équipe. Rencontrée lors d'une de  ses recherches d'ingrédients pour potions, elle est spécialiste de la magie offensive, des bâtons, et du Feu.
- Rose

Rose est le Familier d'Ein. Chatte douée de la parole, elle fut recueillie par Cierra après la téléportation de son maître sur Riviera. Les seules conséquences notoires sont la perte de sa voix (seule Ein l'entend) et la tendance de Cierra à l'appeler « Gâteau ». Bien qu'elle ne sache pas se battre, elle est toujours de bon conseil. Par ailleurs, c'est elle qui écrivit les chroniques de l'aventure sous le nom de « Rose R. Crawford, historienne ».